# カステッレット・ソプラ・ティチーノ
カステッレット・ソプラ・ティチーノ（伊: Castelletto sopra Ticino）は、イタリア共和国ピエモンテ州ノヴァーラ県にある、人口約10,000人の基礎自治体（コムーネ）。
ピエモンテ語でCastlet。

## 地理

### 位置・広がり
| 隣接するコムーネは以下の通り。括弧内のVAはヴァレーゼ県所属を示す。 - ボルゴ・ティチーノ - コミニャーゴ - ドルメッレット - ゴラセッカ (VA) - セスト・カレンデ (VA) - ソンマ・ロンバルド (VA) - ヴァラッロ・ポンビア |

## 行政

### 分離集落
カステッレット・ソプラ・ティチーノには、以下の分離集落（フラツィオーネ）がある。
- Aronco, Beati, Pozzola, Cicognola, Ragni, Asseri, Baraggia, Brabbia, Buzzurri, Dorbiè, Glisente, Landa, Curone, Valloni, Verbanella